# Thomas Tredgold

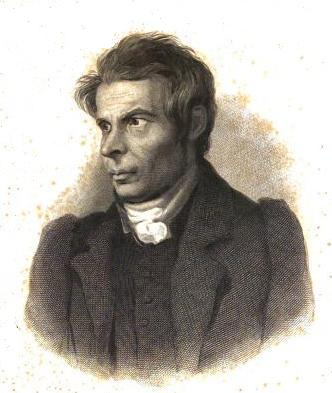
Thomas Tredgold 1838

Thomas Tredgold (* 22. August 1788 in Brandon, County Durham; † 28. Januar 1829) war ein englischer Ingenieur.

## Leben
Nach seiner Schulzeit an einer Dorfschule machte er eine Lehre als Schrankbauer in Durham. Er blieb dort sechs Jahre und studierte Mathematik, Architektur und Perspektive. Nach Ende seiner Ausbildung im Jahr 1808 ging er nach Schottland, wo er als Tischler und als Zimmermann auf Wanderschaft arbeitete. Einige Jahre später übersiedelte er nach London, wo er bei einem Architekten arbeitete und seine ingenieurwissenschaftlichen Werke schrieb.

## Veröffentlichungen (Auswahl)
- Elementary Principles of Carpentry; 1820
  - 3. Auflage corrected and considerably enlarged; with an appendix containing specimens of various ancient and modern roofs by Peter Barlow, London 1840, doi:10.3931/e-rara-26986
- A Practical Essay on the Strength of Cast Iron and other Metals; 1822 Digitalisat
  - deutsche Übersetzung: Über die Stärke des Gußeisens und anderer Metalle, Leipzig 1826 Digitalisat
- Principles of Warming and Ventilating Public Buildings; 1824 Digitalisat
  - deutsche Übersetzung: Thomas Tredgold’s Grundsätze der Dampf-Heizung und der damit verbundenen Lüftung aller Arten von Gebäuden: nach der zweiten englischen Originalausgabe für Deutschland bearbeitet, Leipzig 1826 Digitalisat
- A Practical Treatise on Railroads and Carriages; 1825 Digitalisat
- Remarks on Steam Navigation and its Protection, Regulation, and Encouragement; 1825 Digitalisat
- The Steam Engine; 1827 archive.org